# Klodian Asllani
Klodian Asllani (Kuçovë, 2 agosto 1977) è un ex calciatore albanese, di ruolo centrocampista.

## Palmarès

### Club

#### Competizioni nazionali
- Campionato albanese: 2

Dinamo Tirana: 2001-2002
Skënderbeu: 2010-2011